# ماثيو برايت
ماثيو برايت (بالإنجليزية: Matthew Bright)‏ هو كاتب سيناريو ومخرج أمريكي، ولد في 8 يونيو 1952 في الولايات المتحدة.

## وصلات خارجية
- ماثيو برايت على موقع IMDb (الإنجليزية)
- ماثيو برايت على موقع ألو سيني (الفرنسية)
- ماثيو برايت على موقع ميوزك برينز (الإنجليزية)
- ماثيو برايت على موقع أول موفي (الإنجليزية)
- ماثيو برايت على موقع قاعدة بيانات الأفلام السويدية (السويدية)
- ماثيو برايت على موقع إن إن دي بي (الإنجليزية)
- ماثيو برايت على موقع أول ميوزيك (الإنجليزية)
- ماثيو برايت على موقع ديسكوغز (الإنجليزية)
- ماثيو برايت على موقع قاعدة بيانات الفيلم (الإنجليزية)
- ماثيو برايت على موقع كينوبويسك (الروسية)